# Bourbon megye (Kansas)
Bourbon megye az Amerikai Egyesült Államokban, azon belül Kansas államban található. Megyeszékhelye és legnagyobb városa Fort Scott. Lakosainak száma 14 360 fő (2020. április 1.). Bourbon megye Linn, Crawford, Anderson, Allen, Neosho és Vernon megyékkel határos.

## Népesség
A megye népességének változása:
| Lakosok száma | 15 165 | 14 953 | 14 894 | 14 852 | 14 712 | 14 360 |
|               | 2010   | 2011   | 2012   | 2013   | 2015   | 2020   |